# Saint-Merd-les-Oussines
Saint-Merd-les-Oussines é uma comuna francesa na região administrativa da Nova Aquitânia, no departamento de Corrèze. Estende-se por uma área de 42,46 km². Em 2010 a comuna tinha 133 habitantes (densidade: 3,1 hab./km²).